# ロバート・サットン (第2代レキシントン男爵)
第2代レキシントン男爵ロバート・サットン（英語: Robert Sutton, 2nd Baron Lexinton PC、1662年1月6日 – 1723年9月19日）は、イギリスの貴族、外交官。トーリー党に属し、ジャコバイトの1人だった。ブランデンブルク選帝侯領駐在イングランド特命全権公使、オーストリア駐在イングランド特命全権公使、スペイン駐在イギリス大使を歴任した。

## 生涯

### ジェームズ2世の治世まで
ロバート・サットンと3人目の妻メアリー・セント・レジャー（Mary St. Leger、1669年9月3日没、アンソニー・セント・レジャーの娘）の息子として、1662年1月6日に生まれた。1668年10月13日に父が死去すると、レキシントン男爵の爵位を継承した。翌年、レキシントン男爵の母は息子を連れてフランスに向かったが、到着から数週間で病死、レキシントン男爵は7歳にして両親を失い、母方の祖父のもとで育てられた。
1677年頃から1678年にかけてイタリアを旅し、また1682年頃にはヨーク公ジェームズに接近したという。1685年5月19日に貴族院にはじめて登院した。同年に騎兵部隊の大尉になったが、この騎兵部隊はモンマスの反乱に対処するために急遽編成されたものであり、翌年に解散された。

### ウィリアム3世の治世
1688年に貴族院でウィリアム3世の即位を支持したため、以降はウィリアム3世から官職や外交職を任命されるようになった。1689年にブランデンブルク選帝侯領駐在特命全権公使に任命され、同年11月10日に帰国した。1690年5月、カンバーランド公ジョージの主馬頭を務めていたコーンベリー子爵がウィリアム3世とともにアイルランドに向かうことを拒否すると解任され、代わりにレキシントン男爵が任命された。レキシントン男爵はアイルランド行きには特に抵抗はなく、同年のリメリック包囲戦でウィリアム3世に同伴した。1691年5月にスペイン駐在大使に任命されたが、就任しなかった。
1692年3月17日に枢密顧問官に任命された。同1692年夏にアン王女の宮廷に随行したが、マールバラ伯爵夫人サラ・チャーチルがアンの宮廷を支配するようになると追い出された。また同年にカンバーランド公ジョージの主馬頭を解任されたが、その補償としてウィリアム3世の寝室侍従に任命され、1702年までを務めた。同年にも国務大臣、国王私室財務官、メアリー2世の会計長官など官職就任の噂が流れたが、いずれも実現に至らなかった。
1693年5月に志願兵としてフランドルに向かい、8月にハンブルクに派遣されてザクセン＝ラウエンブルクの継承問題交渉に参加した後、一旦帰国して、1694年4月から1697年12月までウィーン駐在特命全権公使を務め、レイスウェイク条約が締結されたときのウィーン駐在公使であった（ただし、1696年に交渉が始まった時点ではレキシントンがレイスウェイクでの交渉役に指名されておらず、1697年1月にようやく指名を受けたが、実際の交渉に加わずウィーンに残る予定だったという）。1698年初に帰国した後、フランス駐在大使、コンスタンティノープル駐在大使への任命の噂が流れたが、最終的には7月にドイツ諸侯を担当する大使になり、9月にオランダに向かった後翌年初までに帰国した。1699年6月より下級商務卿（Lord of Trade）を務め、1700年夏に再び国務大臣就任の噂が流れたが、今度も実現しなかった。しかし、この頃より徐々に引退を進めることになり、アン王女が女王に即位すると1702年5月に下級商務卿からも辞任した。

### アン女王の治世
アン女王の治世ではサラ・チャーチルの怒りを買っていたこともあり、ほとんど官職につけなかったが、1710年に初代オックスフォード＝モーティマー伯爵ロバート・ハーレーが政権を握ると状況が改善して、ユトレヒト条約をめぐる交渉でマドリード駐在大使（1712年 – 1713年）を務めた。しかし、健康が悪化した上にマドリード駐在大使としての生活に喜ばなかったレキシントンはたびたび更迭を求め、1713年7月にようやく帰国許可を得るも出国する前に息子ウィリアム・ジョージが死去するという打撃を受けた。結局、レキシントンは12月にスペインを出るが、息子がプロテスタントだったためカトリックの国であるスペインでは問題が生じると考え、息子の遺体を布で隠して運んだ。1714年8月5日を最後に貴族院に登院しなくなり、地元で影響力を発揮するに留まった。

### 晩年と死
ジョージ1世が即位したとき、枢密顧問官に再任されずに退任した。
1723年9月19日に死去、ケラムで埋葬された。後継者がおらず爵位は断絶、遺産は娘ブリジットの息子が継承した。
死後、レキシントン男爵の手紙がケラムで発見され、1851年に『レキシントン書簡集』（The Lexington Papers）として出版された。

## 家族
1675年7月、オグル伯爵ヘンリー・キャヴェンディッシュの次女との縁談があったが、結婚には至らなかった。
1691年9月、マーガレット・ハンガーフォード（Margaret Hungerford、1703年4月没、サー・ジャイルズ・ハンガーフォードの娘）と結婚、1男2女をもうけた。
- ウィリアム・ジョージ（1697年10月8日/18日洗礼 – 1713年10月）
- エレノラ・マーガレッタ（Eleanora Margaretta、1715年没） - 生涯未婚
- ブリジット（Bridget、1699年11月30日 – 1734年6月16日） - 1717年8月27日、第3代ラトランド公爵ジョン・マナーズと結婚、子供あり

1714年に再婚する噂が流れたが、実際に再婚することはなかった。